# 新飛越情海
《新飛越情海》（英語：Melrose Place 2009），是CW電視台愛情電視劇影集於2009年9月8日首播僅有一季18集，屬於《飛越比佛利》系列第五部影集延續1990年代的《飛越情海》劇情。
一群住在加州西好萊塢的年輕人分租公寓發生的愛情故事為主，其中也有穿插謀殺和陷害等劇情。

## 播放國
2009起於29個南美洲國家的新力娛樂台播放.播放方式為英文發音配上葡萄牙、西班牙、法文字幕.
加拿大於週三Canwest Global CW 10ET/PST 8MT/AST 播放
以色列於週日8:40 pm 2010年起播放.
英國於週三Fiver 頻道 9.00pm 播放，之後改於8.00pm .
菲律賓於Velvet頻道2010年起週二9:30 pm 播放之後改於10:00 pm
澳洲於Network Ten頻道播放.
紐西蘭於C4頻道播放.
荷蘭2010年中起RTL 5頻道播放.
俄羅斯於週日Muz-TV頻道播放 晚上11點起.
挪威於7:00 pm TV2 Zebra頻道播放.
愛爾蘭02:30am 於RTÉ Two頻道播放.

## 外部連結
- 互联网电影数据库（IMDb）上《新飛越情海》的资料（英文）